# Calzone

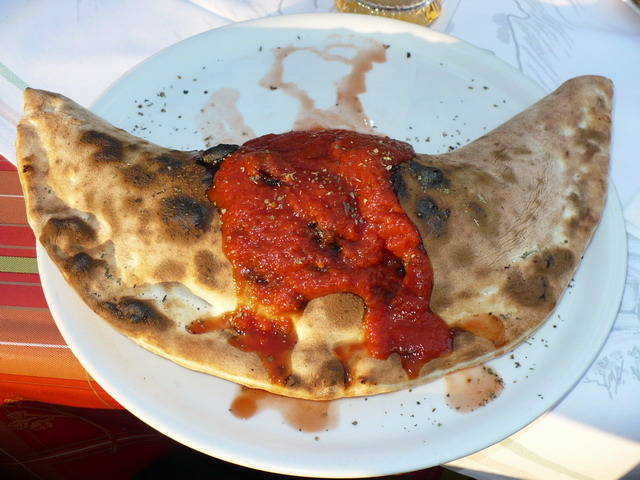
In oven gebakken calzone, vergelijkbaar met dubbelgevouwen Napolitaanse pizza

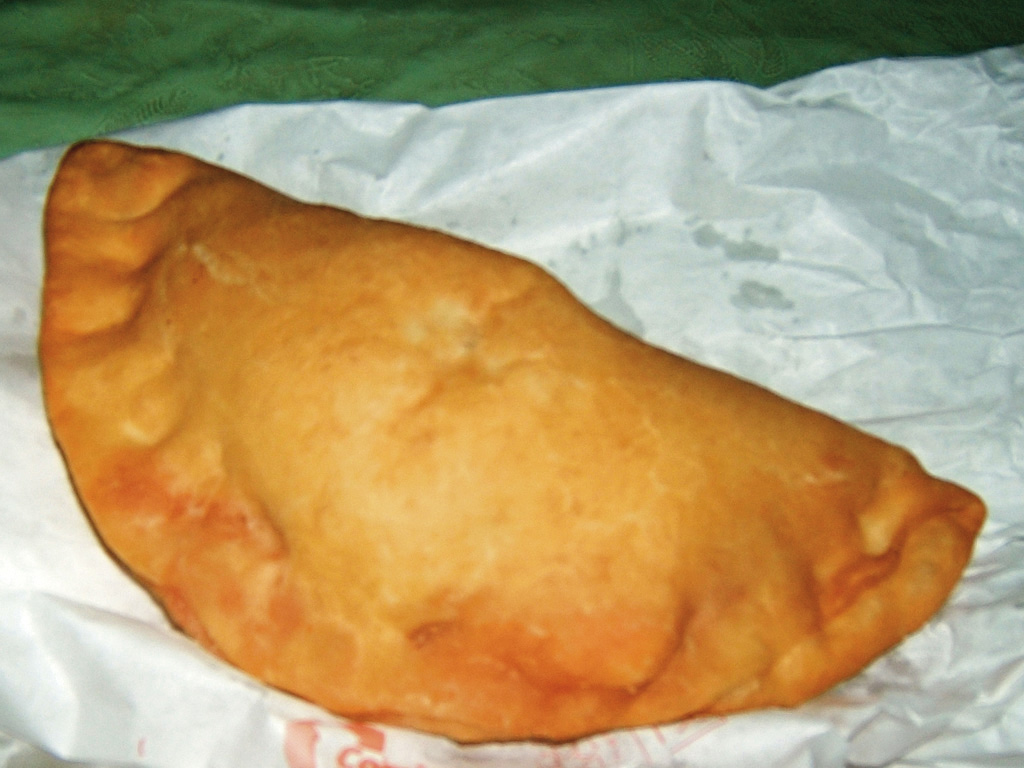
In olijfolie gebakken calzone in Apuliaanse stijl, oftewel panzerotto

Calzone (uitspraak: [kalˈtzoːne], Italiaans voor broek) (in Nederland vaak pizza calzone genoemd) is een Italiaans gerecht gemaakt van (gezouten) brooddeeg als basis. Het deeg wordt als een pizza in een ronde platte vorm gekneed en gerold en belegd met diverse ingrediënten, waaronder in ieder geval kaas. Daarna wordt het geheel dubbelgeklapt, zodat het beleg niet meer zichtbaar is en het geheel de vorm van een halve cirkel (halve maan) krijgt.
De calzone komt uit het zuiden van Italië en is afgeleid van de napolitaanse pizza uit Campanië en de focaccia barese uit Apulië.
De traditionele calzone wordt in een oven gebakken en komt in grootte en bereiding neer op een dubbelgevouwen pizza.
Ook bestaan er kleinere calzones die in olie (in Italië: olijfolie) worden gebakken en uit de hand kunnen worden gegeten, deze vorm wordt ook wel panzerotto genoemd.